# IC 335
IC 335 (również IC 1963 lub PGC 13277) – galaktyka soczewkowata (S0), znajdująca się w gwiazdozbiorze Pieca w odległości około 60 milionów lat świetlnych. Odkrył ją Lewis A. Swift 15 października 1887 roku. Należy do Gromady w Piecu.